# هذا معناه حرب
هذا معناه حرب (بالإنجليزية: This Means War)‏ هو فيلم رومانسي - كوميدي - أكشن - إثارة تدور قصته في إطار كوميدي رومانسي حول الصديقان (توم هاردي) و(كريس باين) اللذان يعملان في وكالة المخابرات المركزية "السي آي آيه"، يحكي كل منهما للأخر عن وقوعه في قصة حب لفتاة وإذا بهما يكتشفان أنهما واقعا في غرام نفس الفتاة (ريس ويذرسبون)، ويدخلان في حرب عنيفة ضد بعضهما الآخر من أجلها، ويبدأ كلا منهما في القيام بمقالب ومفارقات حتى يفوز بقلبها.. فترى من سيفوز بها؟.

## معلومات عن الفيلم
- في البداية تم اختيار الممثل (برادلي كوبر) للقيام بأحد أدوار البطولة لكنه انسحب بسبب أعمال أخرى.
- تم تصوير الفيلم في برنابي فانكوفر بكولومبيا البريطانية.

## وصلات خارجية
- هذا معناه حرب على موقع IMDb (الإنجليزية)
- هذا معناه حرب على موقع ميتاكريتيك (الإنجليزية)
- هذا معناه حرب على موقع روتن توميتوز (الإنجليزية)
- هذا معناه حرب على موقع نتفليكس (الإنجليزية)
- هذا معناه حرب على موقع قاعدة بيانات الأفلام العربية
- هذا معناه حرب على موقع ألو سيني (الفرنسية)
- هذا معناه حرب على موقع أول موفي (الإنجليزية)
- هذا معناه حرب على موقع بوكس أوفيس موجو (الإنجليزية)
- هذا معناه حرب على موقع فيلمافينيتي (الإسبانية)
- هذا معناه حرب على موقع قاعدة بيانات الأفلام السويدية (السويدية)

1. ↑  وصلة مرجع: http://www.cinematographers.nl/PaginasDoPh/carpenter.htm.
2. ↑  وصلة مرجع: http://www.screendaily.com/reviews/the-latest/this-means-war/5037876.article.
3. ↑  مذكور في: فيلمافينيتي. مُعرِّف فيلم أفينيتي (FilmAffinity): 887813. لغة العمل أو لغة الاسم: الإنجليزية.